# Kostel Nanebevzetí Panny Marie (Bezdružice)
Kostel Nanebevzetí Panny Marie je filiální kostel v Bezdružicích ve farnosti Konstantinovy Lázně. Na základech starší stavby vznikl v letech 1710–1711, později byl ještě několikrát upravován. Od roku 1958 je chráněn jako kulturní památka.

## Historický a stavební vývoj

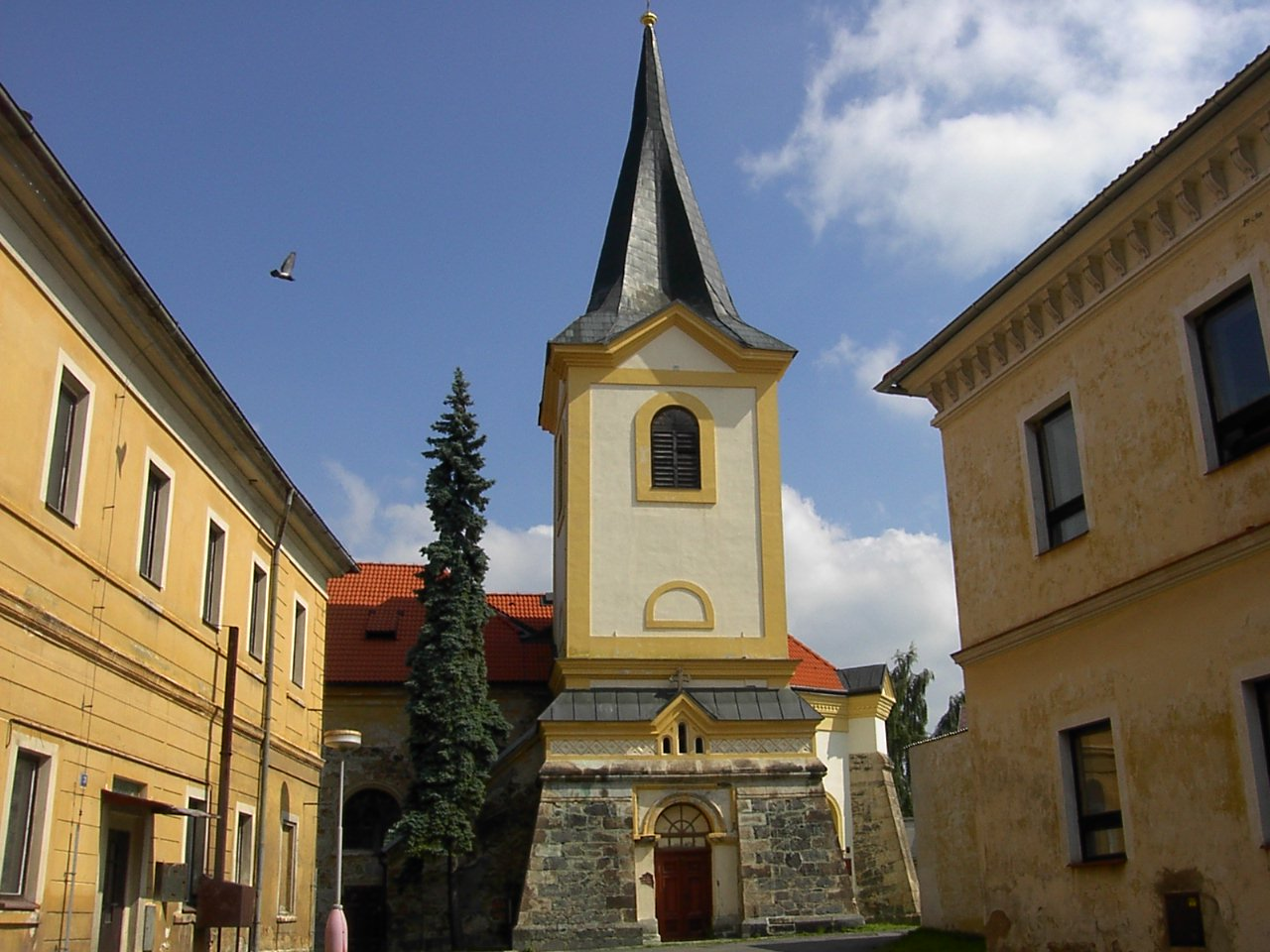
Kostel pohledem z náměstí

I když se Bezdružice připomínají již ve 13. století, dlouho neměly vlastní kostel a patřily pod farnost s kostelem sv. Václava v nedaleké Čelivi. Nepřímé a nepodložené zprávy z pozdější doby se sice o kostele v Bezdružicích zmiňují, ale poprvé je doložen až v roce 1515 v souvislosti s ulitím zvonu na náklady tehdejšího majitele panství Jiřího Bezdružického z Kolovrat († 1525). Jeho náhrobek zasazený ve zdi lodi je dalším nepřímým důkazem existence staršího kostela zasvěceného původně sv. Floriánovi.  Křtitelnice z roku 1554 je darem dalšího majitele Bezdružic, Hanuše Elpognara z Dolního Šenfeldu. 
Současný kostel Nanebevzetí Panny Marie byl postaven v letech 1710–1711 za vlády rodu Berlepschů. Nový kostel měl jednoduchý půdorys s obdélnou lodí a trojbokým presbytářem, a i když pravděpodobně vznikl jako novostavba, ve zdivu jsou patrné kamenické prvky z původního kostela. Věž byla přistavěna až v roce 1723. Farním kostelem se stal až v roce 1857, krátce poté proběhly opravy po požáru z roku 1838, kdy vyhořelo celé městečko. V roce 1880 pak došlo ke stavebním úpravám, kdy byly věž a presbytář opatřeny opěráky z kamenných kvádrů. Poslední opravy proběhly koncem 20. století. Původní kostelní zvony byly zrekvírovány za druhé světové války, dnes je ve věži umístěn zvon Nejsvětější Trojice z roku 1652, pořízený za Švamberků pro dnes již neexistující kostel v Čelivi. 

## Současnost
Kostel se nachází severně od náměstí v historickém jádru města. Jedná se o jednolodní orientovanou stavbu s podélnou lodí a polygonálním presbytářem. Barokní stavba v sobě obsahuje zdivo ze staršího kostela, interiéry mají podobu z 19. století po opravě vynucené požárem v roce 1838. Poslední úpravy kostela proběhly v roce 1995. Pravidelné bohoslužby se konají v sobotu.